# Jean Deyrolle
Jean Deyrolle (Nogent-sur-Marne, 20 agosto 1911 – Tolone, 30 agosto 1967) è stato un pittore francese.

## Biografia
Nipote del pittore Théophile Deyrolle, figlio di un medico militare, Jean Deyrolle appartiene all'avanguardia che ha rinnovato l'arte astratta francese a partire dal 1946.
Frequentò la scuola « Art et Publicité » parigina dal 1928 al 1931, di rue Fleurus, dove apprese le tecniche di incisione ed eseguì le sue prime litografie e lino-incisioni.
Seguì un periodo di pittura figurativa in linea con quella proposta da Paul Sérusier, frutto dell'immagine mentale come sintesi della realtà.
Dopo un periodo trascorso in Marocco, nel 1933 rientrò in Francia, dove si accostò al movimento neocubista, con un occhio rivolto alle variazioni proposte da Georges Braque, da Roger de La Fresnaye, e alle soluzioni formali di Juan Gris.
Dai primi anni quaranta entrò in contatto con il neoplasticismo di César Domela e le sue opere, orientate a una semplificazione razionale, iniziarono ad essere esposte al Salon d'Automne.
Sin dai primi anni del dopoguerra espose alla Galleria Denise René, con Hans Hartung, Marie Raymond, Jean Dewasne, dapprima con un'arte astratta geometrica e poi assieme ai "concretisti", composti da Richard Mortensen, Victor Vasarely e Alberto Magnelli, che eserciterà una profonda influenza spirituale su Deyrolle.
Nel 1948 vinse il premio Kandinsky e nello stesso anno realizzò una mostra personale alla Galleria Denise René, alla quale seguiranno altre Personali in Francia e all’estero.
Nel 1953 Deyrolle insegnò all’Accademia Fernand Léger e dal 1959 incominciò le sue docenze all'accademia delle belle arti di Monaco di Baviera, che proseguirono fino al 1967.
Per la sua pittura utilizzò varie tecniche e materiali: dal collage di carta all'olio, dal guazzo ai fili e alle stampe ritagliate. La fantasia e la creatività hanno sempre preso il sopravvento della pura forma geometrica, risaltando in tal modo le doti narrative di Deyrolle, sensibile alle soluzioni architettoniche e cromatiche.